# Cornelius Fronto
Marcus Cornelius Fronto, gyakran csak Cornelius Fronto (100 körül – 160-as évek vége) ókori római nyelvész.

## Élete és művei
Cornelius Fronto a numidiai Cirtában született, tanítói Athenodotus és Dionysius szónokok voltak. Ő maga főképpen a régebbi írókat tanulmányozta, utánozta. Mint a retorika tanítója, hírneves ember volt: a császári udvar is meghívta Marcus és Verus trónörökösök tanítójának, akikkel Fronto később is a legjobb baráti viszonyban állt. Hadrianus római császár alatt a senatus tagja volt, majd 143-ban consul lett 2 hónapig, de a proconsulságról betegeskedése miatt le kellett mondania. Appianosz görög történetíró az ő támogatása nyomán kapott hivatalt a császári adminisztrációban. Fényes vagyoni állapotban élt, pompás fürdőt építtetett, és megvette Maecenas kertjeit. Életének utolsó éveiben betegségén kívül sok családi szerencsétlenség érte (5 gyermekét temette el). Valószínűleg 169 előtt halt meg.
1815-ig Frontónak egyetlen munkáját sem ismerték, ekkor fedezte fel a milánói Ambrosianában egy 6. századból való kódexben és a Vatikánban (Vat. 5750) Angelo Mai a következő műveit:
- levelezése Marcusszal (két könyv), Verusszal, Antonius Piusszal s ezeknek néhány válasza;
- levelezése barátaival;
- szónoki és tudományos munkái;
- szónoki gyakorlatok: Laudes fumi et pulveris, Laudes neglegentiae, Arion, De nepote amisso;
- történeti töredékek: Principia historiae, De bello Parthico;
- görög nyelven írt levelek.

A felfedezett munkák nem feleltek meg a várakozásnak, Fronto nagy hírének, aki kortársai előtt oly kiváló tiszteletben állott, és akit Romanae eloquentiae non secundum sed alterum decusnak neveztek (Panegyr. Const. 14), illetve akit iskolája, a Frontonianusok, mintaképül választott. Macrobius ítélete (Sat. 5, 1, 7) közelíti meg legjobban a valóságot, amikor stílusát siccumnak nevezi. Fronto műveinek felfedezése elsősorban azért értékes, mert annak a kornak szellemi életéről nyújt szomorú képet: mennyire süllyedhetett le az irodalom akkor, amikor Fronto társai csodálatát keltette fel, sőt meghívták a császári sarjak tanítójának, pedig csupán a rég letűnt frazeológiának utánzásával tűnt ki kortársai közül.
Fronto szerint az emberi életben legfőbb dolog az ékesszólás művészete, ez a mi vigasztalónk és tanítónk, a szó az uralkodónak és hadvezérnek is a leghatalmasabb fegyvere. Retorikája a fősúlyt a frázisokra helyezi, mindig a köznapitól eltérő szavakat, fordulatokat keresi. A régi írókat (Cato, Sallustius, Gracchus, Plautus, Accius, Ennius) tanulmányozza. Stílusában semmi eredetiség nincs, nevetségesek retorikai produktumai, mint a füstnek, a hanyagságnak a dicsérete; történeti munkái is igen szegényesek. Kereszténység elleni kirohanásainak és érveinek egy részét Minucius Felix őrizte meg.